# Arnaldo D'Addario

Il Prof. Arnaldo d'Addario all'età di 72 anni.

Arnaldo d'Addario (Salerno, 16 dicembre 1922 – Firenze, 30 maggio 2006) è stato un archivista e storico italiano.

## Biografia
Nato da Francesco e Vincenza Visconti, si trasferisce con la famiglia a Firenze nel 1934. Nel 1940 si iscrive alla Facoltà di Lettere, laureandosi nel 1947 con Carlo Morandi, con una tesi su La storiografia italiana sulla Rivoluzione francese del 1789. Il 20 maggio 1948, vince il concorso di archivista presso l'Archivio di Stato di Lucca, iniziando una lunga carriera tra gli archivi di Firenze, Arezzo, e la Soprintendenza Archivistica per la Toscana. 
Nel 1959 ottiene la libera docenza in Archivistica e, nel 1971, la cattedra di Archivistica nella Facoltà di Magistero dell'Università di Lecce, divenendone successivamente preside, per passare poi, nel 1975, alla cattedra di Storia Moderna nella Facoltà di Magistero dell'Università di Perugia. Nel 1977 passa alla cattedra di Archivistica generale e Storia degli archivi nella Scuola speciale per archivisti e bibliotecari, divenendone preside dal 1982 al 1987, quando passa alla cattedra di Archivistica nella Facoltà di Lettere e Filosofia di Firenze.
Arnaldo d'Addario entra a far parte dell'Ordine Francescano Secolare nel 1941, come novizio nella Fraternità di Montughi (Firenze), presso la Casa della Gioventù Francescana di Firenze. Il 15 Febbraio 1942 emette la professione religiosa di Terziario, col nome di "Fra Antonio", scelta che ispirerà la sua vita; all'avvicinarsi della sua morte esprime il desiderio di essere seppellito indossando il saio, l'abito del "Terz'Ordine". 
Ha collaborato all'Enciclopedia Dantesca e al Dizionario Biografico degli Italiani e a riviste quali la "Rassegna degli Archivi di Stato", "L'educazione giuridica", la "Rassegna storica toscana", "Archivalische Zeitschrift" e l'"Archivio storico italiano", di cui è stato anche direttore responsabile.
Nel 1999 gli viene conferito il diploma di professore emerito dal Ministro dell'Università e della Ricerca scientifica e tecnologica.
Muore a Firenze, ad 83 anni, il 30 maggio 2006.

## Opere principali
- Il problema senese nella storia italiana della prima metà del Cinquecento: la guerra di Siena, Firenze, Le Monnier, 1958
- L'organizzazione archivistica italiana al 1960, Roma, Quaderni della Rassegna degli archivi di Stato, 1960
- Burocrazia, economia e finanze dello Stato Fiorentino alla metà del Cinquecento, Firenze, Olschki, 1963
- Note di storia della religiosità e della carità dei fiorentini nel secolo 16, Firenze, Olschki, 1968
- Aspetti della Controriforma a Firenze, Roma, Pubblicazioni degli archivi di Stato, 1972
- Lezioni di archivistica, Bari, Adriatica, 1972
- La formazione dello Stato moderno in Toscana: da Cosimo il Vecchio a Cosimo de' Medici, Lecce, Adriatica editrice salentina, 1976
- Alle origini dello Stato moderno in Italia: il caso toscano, Firenze, Le lettere, 1998